# Christine Hamill
Christine Mary Hamill (Londres, 24 de julho de 1923 – Ibadã, 24 de março de 1956) foi uma matemática inglesa, especialista em teoria dos grupos e geometria finita.

## Educação
Hamill foi uma dos quatro filhos do fisiologista inglês Philip Hamill. Frequentou a St Paul's Girls' School e a Perse School for Girls. Em 1942 ganhou uma bolsa de estudos para o Newnham College, Cambridge, tornando-se wrangler em 1945.
Recebeu uma bolsa de pesquisas do Newnham em 1948, e um Ph.D. na Universidade de Cambridge em 1951, orientada por John Arthur Todd. Sua tese, The Finite Primitive Collineation Groups which contain Homologies of Period Two, lidou com propriedades teóricas de grupos de colineação, transformações geométricas que preservam linhas retas; ela publicou este material em três artigos de periódicos.

## Carreira
Após completar o doutorado lecionou na Universidade de Sheffield. Em 1954 foi apontada lecturer na Universidade de Ibadan, Nigéria. Morreu de Poliomielite lá em 1956, quatro meses antes do casamento marcado.